# Cumella biformis
Cumella biformis is een zeekommasoort uit de familie van de Nannastacidae. De wetenschappelijke naam van de soort is voor het eerst geldig gepubliceerd in 2002 door Micca & Roccatagliata.